# François Pérache
François Pérache est un acteur et auteur français.

## Biographie
Après une formation d’ingénieur à l'École centrale de Lille, François Pérache travaille pour les services du Premier ministre (Service d'Information du Gouvernement, sous les mandats de Lionel Jospin, Jean-Pierre Raffarin et Dominique de Villepin) en tant qu'analyste médias. Il passe ensuite 18 mois à l’Élysée, pendant la fin du second mandat du Président Jacques Chirac, où il met en place le dispositif d’analyse de l’opinion sur le web.
En 2006, à 30 ans, François Pérache décide de se consacrer entièrement au métier d'acteur qu'il pratiquait en amateur. Il suit des cours de théâtre au conservatoire Erik Satie à Paris puis pendant 3 ans à l’École Claude Mathieu dont il sort en 2009.
Il commence une carrière au théâtre dans des pièces d'Eugène Labiche, Georges Feydeau, Carlo Collodi... et à la télévision dans les séries Engrenages, Un village français, Tunnel, Les Hommes de l'ombre, Glacé, Philharmonia...
En 2014, France Culture lui propose d'écrire une série radiophonique politique. François Pérache écrit alors 57, rue de Varenne, une chronique sur un premier ministre imaginaire, composée de six saisons avec notamment Hervé Pierre de la Comédie-Française, Cyril Couton, Valérie Stroh,. La série reçoit le prix Europa 2014 de la meilleure série radio européenne.
En 2017, il reçoit les Prix Italia, Phonurgia Nova Awards et le Grand Prix international Premios Ondas pour la série De guerre en fils (co-écrit avec Sabine Zovighian) sur Arte Radio, consacrée à l'assassinat de son grand-père par le FLN algérien en octobre 1961. Cette série est adaptée en 2018 pour la radio publique allemande WDR (en allemand, interprété par l'auteur).
En 2018, il écrit La Veste qui met en scène la défaite de François Fillon à la présidentielle de 2017. Puis en 2019, Jeanne revient sur la famille Le Pen sur France Inter. En 2020, outre la 5e saison de 57, rue de Varenne, France Culture diffuse Les Palmes (farce tragique en milieu scolaire fermé), comédie satirique consacrée au monde de l'Education.
En 2022, François Pérache réalise pour France Inter un podcast de fiction centré sur Inès Léraud, en quatre épisodes, intitulé « Mauvaise graine »,.

## Filmographie

### Cinéma
- 2017 : Garde alternée d'Alexandra Leclère
- 2018 : Sauver ou périr de Frédéric Tellier
- 2021 : Tout s'est bien passé de François Ozon
- 2021 : Les Promesses de Thomas Kruithof
- 2022 : La Brigade de Louis-Julien Petit
- 2022 : Annie colère de Blandine Lenoir
- 2022 : La Syndicaliste de Jean-Paul Salomé
- 2023 : Les Algues vertes de Pierre Jolivet
- 2023 : Bâtiment 5 de Ladj Ly

### Télévision
- 2012 : Engrenages, série
- 2013 : Un village français, série
- 2013 : Tunnel, série
- 2014 : Soldat blanc d'Érick Zonca
- 2014 : Les Hommes de l'ombre, saison 2, épisode La Guerre des nerfs
- 2015 : Heroes Reborn, mini-série
- 2016 : Dead Landes de François Descraques, série
- 2017 : Camping Paradis, saison 8, épisode 5, Nos années camping
- 2017 : Une famille formidable, saison 14, épisode Chambre d'amis
- 2017 : Glacé, série
- 2017 : Fais pas ci, fais pas ça, épisode Guerre froide
- 2018 : American Patriot, épisode La Goule (The Sword and the Hand)
- 2019 : Philharmonia, série de Louis Choquette
- 2019 : Itinéraire d'une maman braqueuse d'Alexandre Castagnetti
- 2019 : Balthazar, épisode Tableau de chasse
- 2020 : Baron noir, saison 3, épisode 1
- 2020 : Coup de foudre à l’île Maurice : Trop jeune pour moi de Jérémy Minui : Vladimir
- 2020 : Candice Renoir, saison 8, épisode 4 : Ce qui ne tue pas rend plus fort
- 2020 : Trop jeune pour moi de Jérémy Minui
- Depuis 2021 : Hippocrate, saison 2
- 2021 : HPI, série de Vincent Jamain
- 2021 : Crimes parfaits, saison 3, épisode 6 : La femme est un homme comme les autres
- 2022 : Vise le cœur, mini-série de de Vincent Jamain : Pierre Merlet
- 2022 : La Petite Histoire de France, saison 4
- 2022 : Notre-Dame, la part du feu, mini-série de Hervé Hadmar
- 2023 : Tapie, mini-série de Tristan Séguéla, mini-série
- 2023 : Fontainebleau, La vraie demeure des rois, docu-fiction de Stéphane Begoin et Thomas Marlier
- 2023 : 66.5, mini-série de Danielle Arbid et Keren Ben Rafael
- 2024 : The Walking Dead: Daryl Dixon, saison 2

### Publicité
- 2018[13] et 2019[14] : MAAF (réalisation Sylvain Fusée)
- 2019[15] : TGV INOUÏ (réalisation Maïwenn)

## Théâtre

### Comédien
- 2011 : Le Misanthrope et l'Auvergnat d’Eugène Labiche, mise en scène Jean Barlerin et Chrystèle Lequiller
- 2012 : Pinocchio d'après Carlo Collodi, mise en scène Thomas Bellorini, Centquatre-Paris, tournée
- 2014 : Les Misérables d'après Victor Hugo, adaptation et mise en scène Manon Montel, Vingtième Théâtre
- 2017 : Le Dernier Voyage de Sindbad d’Erri De Luca, mise en scène Thomas Bellorini, Le CentQuatre
- 2018 : Les Bourgeois de Georges Feydeau, mise en scène Julien Romelard, tournée
- 2019 : Mais n'te promène donc pas toute nue ! de Georges Feydeau, mise en scène Léonie Pingeot, tournée
- 2020 : Femme non-rééducable de Stefano Massini, mise en scène Thomas Bellorini, Le CentQuatre
- 2022 : Tombeau pour Palerme de Laurent Gaudé, mise en scène Thomas Bellorini, Théâtre de Belleville, tournée
- 2023 : Podcast Normal, conception Diederik Peeters, Le Quartz
- 2023 : Roberto Zucco de Bernard-Marie Koltès, mise en scène Thomas Bellorini, Théâtre Montansier
- 2024 : La Cerisaie d'Anton Tchekhov, mise en scène Thomas Bellorini, Théâtre Montansier

### Auteur

#### Dramatiques radio
- 2014 : J'y suis, j'y reste sur France Inter[16]
- 2014 : Coude à coude sur France Inter[17]
- 2014-2022 : 57, rue de Varenne, 6 saisons, sur France Culture[18]
- 2016 : De guerre en fils, feuilleton documentaire sur Arte radio[19]
- 2018 : La Veste, feuilleton sur France Inter[20],[21],[22],[23]
- 2019 : Jeanne revient, feuilleton sur France Inter[24]
- 2020 : Les Palmes, unitaire sur France Culture[25]
- 2022 : Mauvaise graine, feuilleton sur France Inter[12]
- 2023 : Fiction : Le grand Charles attend, feuilleton sur France Inter[26]

#### Théâtre
- 2019-2020 : Vacarmes, ou comment l'homme marche sur la terre, mise en scène Thomas Pouget, Ciné-Théâtre de Saint-Chély-d’Apcher[27]. Le texte est finaliste du Prix Café Beaubourg 2020[28] et bénéficie du fonds de soutien Artcéna pour l'écriture dramatique [29]

## Distinctions
- Prix Europa 2014 de la meilleure série radio européenne pour 57, rue de Varenne
- 2015 : Prix SACD Nouveau Talent Radio
- 2017 : Prix Italia, Phonurgia Nova Awards et le Grand Prix International Premios Ondas pour De guerre en fils